# EN105
A EN 105- Estrada Porto-Guimarães, é uma estrada nacional que integra a rede nacional de estradas de Portugal. O seu traçado original segue o percurso da antiga "Estrada de Guimarães", que ligava o Porto àquela cidade minhota, passando por Santo Tirso.
O seu km 0 localiza-se no cruzamento com a Estrada da Circunvalação do Porto (EN 12) na Areosa.
Passa pelos distritos de Porto e Braga, concluindo o "Eixo do Ave" conjuntamente com a N104.
Encontra-se municipalizada no troço entre o Porto e Ermesinde.

## Percurso

### Porto-Guimarães
| Distrito          | Nome da Saída/Localidade Intermédia | Estrada que liga      |
| ----------------- | ----------------------------------- | --------------------- |
| Distrito do Porto | Porto (Areosa)                      | N 12                  |
| Distrito do Porto | Águas Santas (Alto da Maia)         | N 208                 |
| Distrito do Porto | Ermesinde                           | N 107 N 105-1 N 105-2 |
| Distrito do Porto | Alfena                              | A 41 N 105-1          |
| Distrito do Porto | Água Longa                          | A 41                  |
| Distrito do Porto | Agrela (Aldeia Nova)                | N 207                 |
| Distrito do Porto | Lamelas                             |                       |
| Distrito do Porto | Carreira                            |                       |
| Distrito do Porto | Santo Tirso                         | N 104 N 319 N 105-2   |
| Distrito do Porto | Rebordões                           | N 310                 |
| Distrito do Porto | São Tomé de Negrelos                | N 209-2               |
| Distrito do Porto | Vila das Aves                       |                       |
| Distrito de Braga | Lordelo                             |                       |
| Distrito de Braga | Moreira de Cónegos                  |                       |
| Distrito de Braga | Conde                               |                       |
| Distrito de Braga | Nespereira                          | N 106                 |
| Distrito de Braga | Polvoreira                          |                       |
| Distrito de Braga | Urgezes                             |                       |
| Distrito de Braga | Guimarães                           | N 101 N 206           |